# قناة آشور

شعار قناة آشور الفضائية

قناة آشور الفضائية بالسريانية (ܐܫܘܪ) قناة عراقية فضائية تبث برامجها باللغات السريانية والعربية. مدير عام القناة يعقوب يعقوب. تتبع القناة للحركة الديمقراطية الآشورية.